# Клод Симон
Клод Симон (на френски: Claude Simon, [simɔ̃]) е френски писател, възприеман като представител на френския „нов роман“ от средата на 20 век. Той получава Нобелова награда за литература през 1985 година.

## Биография
Бащата на Клод Симон загива още в началото на Първата световна война и той израства в семейството на майка си, което живее в Перпинян, южна Франция. След смъртта ѝ през 1925 г., е изпратен да учи в Париж, където по-нататък посещава частната художествена академия на Андре Лот (Lhote) и се занимава с фотография .
През Втората световна война е мобилизиран в конен полк, който бива разгромен още в първото сражение. Симон е пленен, но успява да избяга и се присъединява към френската Съпротива. През 1946 г. публикува първия си роман, който е започнал още преди войната. През петдесетте години публикува още няколко романа, към който по-късно се отнася снизходително, но творчеството му бива оценено през следващото десетилетие, когато получава няколко награди. Макар и рядко Симон обявява политическите си позиции: срещу Франко, против алжирската война и за френската ядрена програма.
Нобеловата награда е присъдена на Клод Симон през 1985 г. и в словото при получаването ѝ той казва:
| „ | Сега съм стар и като за мнозина жители от старата Европа, първата половина на моя живот бе неспокойна: бил съм свидетел на една революция, участвах във Войната при смъртоносни обстоятелства (бях в един от тези полкове, които главнокомандващите решават хладнокръвно да жертват – за броени дни не остана нищо), бях пленник, опознах глада, труда до изтощение, бягството, бях тежко болен, няколко пъти на ръба на смъртта, била тя естествена или насилствена, съжителствах с най-различни хора, свещеници, подпалвачи на черкви, буржоа, анархисти, философи и литератори, делил съм хляб с престъпници и така пътувах насам-натам по света… и макар на 72 години, все още не съм открил никакъв смисъл за всичко това. | “ |

В живота си като писател Клод Симон поделя времето си между Париж и местата на своето детство в Южна Франция. Погребан е в Монпарнас.

## Творчество
Творчеството на Клод Симон се състои от основно романи и малък брой есеистични или други публикации.. От края на 50-те години неговите книги излизат в издателство „Минюи“, което е и причината той да бъде считан за представител на 'Новия роман'. Неговото писане изглежда не толкова иновативно, колкото усъвършенстващо – похватите, които ползва, могат да бъдат намерени още у Марсел Пруст и Уилям Фокнър, но въпреки това то носи собствена оригиналност. Според преценката на Нобеловия комитет, награда му се присъжда като на писател „който съчетава творчеството на поет и художник в представянето на човешката участ с подчертано съзнание за времето“
След излизането на Път през Фландрия Клод Симон е увлечен от идеята за филмова версия на романа и пише подробен сценарии. През 1977 неговият нов опит за реализация се проваля. но въпреки това след още 15 години той се свързва с Мишел Порт, на която предлага сътрудничество. Изискванията му за пълен контрол включват и финансов аспект, което осуетява и този опит. Текстът, заедно с водената кореспонденция, е публикуван през 2023 г. "Аз не само съм написал романа Път през Фландрия, но и съм го изживял. Разбирате моята загриженост да няма промени, така че без мое съгласие по всички въпроси и детайли филмът да не стане".

## Романи
- 1947 Le Tricheur
- 1952 Gulliver
- 1954 Le Sacre du Printemps
- 1958 L'Herbe
- 1960 La Route des Flandres /награда на Експрес)/
Път през Фландрия, София: Народна култура, 1989 (прев. Стефан Тафров)
- 1962 Le Palace
- 1967 Histoire (награда Медиси)
- 1969 La Bataille de Pharsale,
- 1970 Orion aveugle / Les Corps conducteurs (2 версии)
- 1973 Triptyque ,
- 1975 Leçon de choses ,
- 1981 Les Géorgiques ,
- 1987 L'Invitation,
- 1989 L'Acacia,
- 1997 Le Jardin des Plantes,
- 2001 Le Tramway 
Трамваят, София: Фама, 2009 (прев. Св. Димитрова) ISBN 975-954-411-154-0
- 2006/13 Claude Simon, Œuvres, Tomes I-II, Paris: Gallimard, coll. „Bibliothèque de la Pléiade“
- 2023 Scénario de La route des Flandres, Les Editions du chemin de fer